# Chronologie des guerres de Religion en France
On peut distinguer huit guerres de Religion en France : 1562-1563, 1567-1568, 1568-1570, 1572-1573, 1574-1576, 1576-1577, 1579-1580 et 1585-1598, la dernière se transformant en guerre classique contre le roi d'Espagne qui a soutenu la ligue. En fait, la France connait 36 années de troubles avec seulement deux périodes d'accalmie relative.

## Première guerre de Religion (1562–1563)

### Les prémices du conflit
- 2-3 avril 1559 : les Traités du Cateau-Cambrésis mettent fin aux Guerres d'Italie
- 2 juin 1559 : Lettres d'Écouen
- 10 juillet 1559 : mort d'Henri II
- 23 décembre 1559 : exécution d'Anne du Bourg

- 17 mars 1560 : Conjuration d'Amboise
- 31 octobre 1560 : arrestation du prince de Condé
- 5 décembre 1560 : mort de François II
- 13 décembre-31 janvier 1561 : tenue des États généraux

- septembre-octobre 1561 : Colloque de Poissy

- 17 janvier 1562: Catherine de Médicis promulgue l'Édit de janvier 1562
- 18 janvier 1562 : ouverture de la troisième session du Concile de Trente

### Le conflit
- 1er mars 1562 : Massacre des protestants de Wassy (en Champagne) par les troupes de François de Guise. Début des guerres de Religion en France
- 18 mars 1562 : Coup de force du duc de Guise qui ramène le roi Charles IX sous sa protection à Paris
- 2 avril 1562 : le prince de Condé prend Orléans.
- 12-14 avril 1562 : Massacre des protestants à Sens.
- 12-17 mai 1562 : combats entre catholiques et protestants de Toulouse et expulsion des protestants de la ville.
- 20 septembre 1562 : Traité d'Hampton Court entre les protestants et le royaume d'Angleterre
- 9 octobre 1562 : Bataille de Vergt, victoire du catholique Blaise de Monluc, échec du ralliement des armées protestantes du sud avec celles de Condé.
- 17 novembre 1562 : mort d'Antoine de Bourbon
- 19 décembre 1562 : Bataille de Dreux : Condé battu et prisonnier
- 18 février 1563 : Assassinat du duc de Guise (mort le 24) par Poltrot de Méré au siège d'Orléans des catholiques, qui veulent reprendre la ville.
- 19 mars 1563 : L'édit d'Amboise met fin à la première guerre.

## Deuxième guerre de Religion (1567–1568)

### Prélude
- 17 août 1563 : majorité de Charles IX
- 24 janvier 1564 : début du Grand tour de France de Charles IX. Il se terminera le 1er mai 1566
- 27 mai 1564 : mort de Jean Calvin
- 15 juin 1565 : entrevue de Bayonne

### Le conflit
- 28 septembre 1567 : la « surprise de Meaux », le prince de Condé tente de s'emparer de la famille royale
- 29 septembre 1567 :  « Michelade », massacre de prêtres catholiques par des protestants à Nîmes
- 10 novembre 1567 :  bataille de Saint-Denis ; défaite protestante
- 12 novembre 1567 : mort d'Anne de Montmorency - le duc d'Anjou lieutenant général du royaume
- 23 mars 1568 : paix de Longjumeau

## Troisième guerre de Religion (1568-1570)

### Prélude
- Juin 1568 : Michel de L'Hospital est écarté du Conseil

### Le conflit religieux
- 18 juillet 1568 : bataille de Saint-Valery-sur-Somme, la ville aux mains des huguenots fut reprise par l'armée royale.
- juillet-août 1568 : Condé et Coligny regroupent les armées protestantes à La Rochelle.
- septembre 1568 : l'édit de Saint-Maur supprime toute liberté de culte
- 13 mars 1569 : bataille de Jarnac - mort de Condé
- 25 juin 1569 : bataille de La Roche-l'Abeille, victoire protestante
- 30 juin 1569 : exécution du négociant huguenot Philippe de Gastine ainsi que de son fils Richard et de son gendre Nicolas Croquet.
- 24 juillet - 7 septembre 1569 : siège de Poitiers par Coligny, échec pour les protestants.
- 24 août : bataille d'Orthez, victoire protestante.
- 3 octobre 1569 : bataille de Moncontour, victoire catholique
- 27 juin 1570 : bataille d'Arnay-le-Duc, victoire protestante
- 8 août 1570 : édit de Saint-Germain : Édit particulièrement favorable aux Protestants.

## Quatrième guerre de Religion (1572–1573)

### Prélude
- avril 1571 : synode calviniste à La Rochelle, dit synode des princes
- 6 juin 1572 : retour de Coligny à la Cour
- 9 juin 1572 : mort de Jeanne d'Albret
- 18 août 1572 : mariage d'Henri de Navarre avec Marguerite de Valois

### Le conflit
- 22 août 1572 : Coligny blessé dans un attentat par Maurevert, petit noble
- Nuit du 23 au 24 août 1572 : massacre de la Saint-Barthélemy
- 12 septembre 1572 : Henri de Navarre abjure le calvinisme
- 13 janvier-31 août 1573 : siège de Sancerre par les troupes royales et catholiques.
- 11 février-6 juillet 1573 : siège de La Rochelle ; le 24 juin 1573 : début des négociations qui mettront fin au siège.
- 11 mai 1573 : Henri d'Anjou est élu roi de Pologne
- 11 juillet 1573 : édit de Boulogne où sont remises en vigueur les clauses de l’édit d'Amboise. Les protestants obtiennent La Rochelle, Montauban et Nîmes, perdent Cognac et La Charité-sur-Loire.
- Juillet 1573 : négociation de Montauban. Les protestants du Sud refusent l'édit de Boulogne.
- 24 août 1573 : capitulation de Sancerre. Le gouverneur du Berry, La Châtre qui commande les troupes royales entre dans Sancerre, le 31 août.

## Cinquième guerre de Religion (1574–1576)

### Prélude
- 27-28 février 1574 : conjuration des Malcontents

### Le conflit
- mai 1574 : prise d'armes du prince de Condé - arrestation de François de Montmorency
- 30 mai 1574 : mort de Charles IX de France - Catherine de Médicis régente
- 26 juin 1574 : exécution de Montgomery
- 6 septembre 1574 : retour en France de Henri III
- 21 juin 1575 : bataille de Besançon
- 15 septembre 1575 : François d’Alençon s'enfuit de la cour et prend la tête d'une armée de malcontents
- 10 octobre 1575 : bataille de Dormans, victoire catholique
- 21 novembre 1575 : trêve de Champigny-sur-Veude
- 6 mai 1576 : édit de Beaulieu « Paix de Monsieur » : liberté de culte dans les villes closes et à Paris.

## Sixième guerre de Religion (mai 1577– septembre 1577)

### Prélude
- décembre 1576 : constitution de la Ligue (Sainte Union Catholique ou Sainte Ligue), rupture des Valois et des Guise
- 6 décembre 1576 : ouverture des États généraux de Blois

### Le conflit
- Janvier 1577 : rupture de la paix - François d'Alençon se rallie à son frère Henri III
- 1er mai 1577 : offensive contre les protestants : prise de la Charité et de Brouage
- 17 septembre 1577 : paix de Bergerac
- 8 octobre 1577 : l'édit de Poitiers confirme la paix de Bergerac.

## Septième guerre de Religion (1579–1580)

### Prélude
- 27 avril 1578 : duel des Mignons
- 31 décembre 1578 : Henri III crée l'Ordre du Saint-Esprit
- 28 février 1579 : le traité de Nérac accorde 14 places de sureté supplémentaires aux protestants

### Le conflit
- août 1579 : refus des protestants de rendre certaines places de sureté (restitution prévue par le traité de Nérac)
- 17 août 1579 : prise de Cambrai par Monsieur
- 29 novembre :  prise de La Fère par le prince de Condé
- 30 mai 1580 : prise de Cahors par le roi de Navarre
- 19 septembre 1580 :  traité de Plessis-lès-Tours entre Monsieur et les Pays-Bas
- 26 novembre 1580 : paix du Fleix qui confirme les concessions de Nérac.

## Huitième guerre de Religion (1585–1598)

### Avant la guerre
- 10 juin 1584 : mort de François d’Alençon, frère d’Henri III; Henri de Navarre devient l’héritier du trône de France
- 31 décembre 1584 :  traité de Joinville signé entre Philippe II d’Espagne et la Ligue.

### Le conflit
- Janvier 1585 : prise d'armes des Guise et de leurs partisans
- 7 juillet 1585 :  traité de Nemours (Henri III reconnait la Ligue) et interdit le culte protestant
- 9 septembre 1585 : le pape Sixte Quint  excommunie Henri de Navarre - Le cardinal de Bourbon est considéré par les ligueurs comme l'héritier du trône

- 20 octobre 1587 : bataille de Coutras gagné par Henri de Navarre
- 24 novembre 1587 : bataille d'Auneau, victoire catholique

- 5 mars 1588 : mort du prince de Condé
- 12 mai 1588 : journée des barricades (soulèvement des catholiques parisiens contre Henri III)
- 15 juillet 1588 : édit d'union, alliance de la monarchie avec la Ligue
- 16 octobre 1588 : ouverture des États généraux de Blois
- 23 décembre 1588 :  assassinats du duc de Guise et de son frère le cardinal Louis de Lorraine par le roi Henri III

- Janvier 1589 :  Charles de Lorraine, duc de Mayenne (1554-1611), frère d’Henri Ier de Guise prend la tête de la Ligue
- 30 avril 1589 : Henri III et Henri de Navarre se rapprochent à Plessis-lez-Tours
- 1er août 1589 : assassinat d'Henri III par un moine catholique fanatique, et désignation d'Henri IV comme successeur légitime
- 2 août 1589: Henri de Navarre devient roi mais les ligueurs ne reconnaissent que son oncle, Charles de Bourbon sous le nom de « Charles X », prisonnier de son neveu
- 15-29 septembre 1589 : bataille d'Arques (vainqueur Henri IV)
- 31 octobre 1589 : échec d’Henri IV devant Paris

- 14 mars 1590 : bataille d'Ivry (vainqueur Henri IV)
- 5 septembre 1590 : Henri IV doit de nouveau lever le siège devant Paris

- 21 janvier 1591 : journée des Farines
- 3 avril 1591 : bataille des Trois Croix à Loudéac en Bretagne
- 4 juillet 1591 : édit de Mantes
- 18 septembre 1591 : bataille de Pontcharra, victoire protestante

- 23 mai 1592 : bataille de Craon

- 26 janvier 1593 : convocation des États généraux par les ligueurs
- 18 avril 1593 : bataille navale de Blaye, victoire catholique
- 2 mai 1593 : bataille du Port-Ringeard
- 25 juillet 1593 : abjuration d'Henri IV
- 22 mars 1594 : Henri IV entre enfin dans Paris
- novembre 1594 : Charles Ier de Guise se soumet à Henri IV
- 5 juin 1595 : bataille de Fontaine-Française (vainqueur Henri IV, fin de la Ligue)
- 18 septembre 1595 : levée de l'excommunication d'Henri IV
- 11 mars-19 septembre 1597 : siège d'Amiens
- 30 avril 1598 : édit de Nantes
- 2 mai 1598 : traité de Vervins (les Espagnols rendent à la France ses territoires occupés)